# Панфилка (Ярославская область)
Панфилка — деревня в Пошехонском районе Ярославской области России. Входит в состав Белосельского сельского поселения, относится к Белосельскому сельскому округу.

## География
Расположено в 9 км на восток от центра поселения села Белого и в 31 км на юго-восток от райцентра города Пошехонье.

## История
В конце XIX — начале XX века деревня являлась центром Николо-Раменской волости Пошехонского уезда Ярославской губернии.
С 1929 года деревня входила в состав Белосельского сельсовета Пошехонского района, в 1941 — 1959 годах — в составе Арефинского района, с 2005 года — в составе Белосельского сельского поселения.

## Население
| 1859 | 1914 | 2002 | 2007 | 2010 |
| ---- | ---- | ---- | ---- | ---- |
| 27   | ↗50  | ↘1   | →1   | →1   |